# 三浦健人
三浦 健人（みうら けんと）は、日本の実業家。トムソン・ロイター株式会社にて、代表取締役社長を務める。
トムソン・ロイター参画前は、Apple Japanにて、iPhone、Apple Payなど日本国内でのサービスや製品の立ち上げに長く携わった後、パーセフォニ（脱炭素ソリューション関連の米企業）のジャパン・カントリーマネージャーに就任していた。

## 来歴・人物
富山県高岡市出身。富山県立高岡高等学校、東京大学工学部卒業。
トムソン・ロイター株式会社の代表取締役社長に2024年7月に就任。
トムソン・ロイター参画前は、パーセフォニにて日本法人代表を務め、AIなどのテクノロジーを活用し、企業や金融機関の脱炭素を促進した。
また、Apple にてApple Payの日本及び韓国のカントリーマネージャーを務めており、日本・韓国の大手企業・金融機関と共にキャッシュレスペイメントの推進に貢献した。
Apple参画以前は、デルの北アジア・セールス・オペレーションのディレクターとして手腕を振るい、また、マイクロソフト、NTTコミュニケーションズ、日本電信電話にて、マネージャー職を歴任した経験を持つ。
東京大学 工学部、及びカーネギーメロン大学 経営大学院卒業。

## 経歴
- 1997年 東京大学工学部 卒業
- 1997年 日本電信電話 入社[4]
- 2005年 カーネギーメロン大学 経営大学院 修了
- 2005年 デル 入社
- 2007年 マイクロソフト 入社
- 2009年 デル 入社
- 2010年 Apple 入社
- 2014年 Apple - 経営企画本部長
- 2016年 Apple - iPhone本部長
- 2018年 Apple - iPhone本部長 兼 エデュケーション本部長[5]
- 2020年 Apple - Apple Pay カントリーマネージャー (Japan)
- 2021年 Apple - Apple Pay カントリーマネージャー (Japan & Korea)
- 2022年 パーセフォニ 日本法人代表 就任[6]
  - 2023年1月 - CNET Japan によるインタビューを受け、GAFAから脱炭素企業への転職が増えている背景、自然災害の規模や教育に対する日欧米の違いなどについて論じている。[7]
  - 2023年6月 - 東京大学にて開催された「Climate Tech Day 2023」に登壇し、温室効果ガス排出量の算定や評価について議論。[8]
  - 2023年10月 - Nikkei Forum "国際金融フロンティア - 日本繁栄へのシナリオ"に登壇し、ESGに取り組むことにより、グローバルで勝ち切る力をつけ実績をあげ始めている企業の事例の紹介などを実施。[9]
  - 2023年10月 - CEOとZ世代が対話を通じ、今と未来を学んでいくプログラム「CLUB CEO」にゲスト出演し、「環境問題の自分事化」というテーマに沿って、Z世代と意見交換。[10]
  - 2024年3月 - Japan Fintech Festival 2024 に登壇し、生成AIにより中小企業のカーボンニュートラルをどう成し遂げていくかについて議論した。「題目：Mobilising SMEs for net zero: Generative AI as a game changer?」[11]
- 2024年 トムソン・ロイター株式会社 代表取締役社長 就任
  - 2025年2月 - 「CLUB CEO」にトムソン・ロイター代表取締役社長としてゲスト出演し、「AIの活用方法」などについてZ世代と意見交換。[12]
  - 2025年6月 - The CEO Magazine によるインタビューを受け、「AIサービスは、法律や税務の専門家の業務効率を大きく改善するものであり、専門家に取って代わるものではない」などと論じている。[13]